# Monte Tomba (Lessinia)
Il Monte Tomba (1.765 m) è una montagna della Lessinia in Provincia di Verona nel comune di Bosco Chiesanuova.
Prese il nome del suo antico proprietario, il Conte Tomba.
Sulla vetta della montagna si trovano la chiesetta San Valentino e i rifugi Primaneve e Monte Tomba.